# Procambarus rathbunae
Procambarus rathbunae är en sötvattenlevande kräfta som lever endemiskt i USA.